# Тонкая кошачья акула
Тонкая кошачья акула  (лат. Schroederichthys tenuis) — вид рода пятнистых кошачьих акул (Schroederichthys) семейства кошачьих акул (Scyliorhinidae). Обитает в западной части Атлантического океана. Максимальный размер 70 см.

## Таксономия
Впервые вид был описан в 1966 году в бюллетене «United States Fish and Wildlife Service Fishery Bulletin». Голотип представляет собой неполовозрелого самца длиной 23 см, пойманного в 1957 году в устье Амазонки на глубине 410 м. Паратипом является неполовозрелый самец длиной 18 см, пойманный тогда же и там же.

## Ареал и среда обитания
Эти донные акулы обитают в западной части Атлантического океана у берегов Бразилии и Суринама на глубине 72—450 м.

## Описание
У тонкой кошачьей акулы очень стройное тело и закруглённое рыло. Ноздри обрамлены треугольными кожаными складками. Рот сравнительно широкий. Основание первого спинного плавника расположено позади основания брюшных плавников. Второй спинной плавник больше первого. Его основание расположено позади основания анального плавника. Основной окрас светло-коричневого цвета, по спине разбросаны 7—8 тёмно-коричневые седловидные отметины и многочисленные коричневые пятнышки.

## Биология
Этот вид размножается, откладывая яйца. Самцы и самки достигают половой зрелости при длине 43 см и 37 см, соответственно. Рацион состоит из мелких костистых рыб и беспозвоночных.

## Взаимодействие с человеком
Опасности для человека не представляет. Коммерческой ценности не имеет. В качестве прилова попадает в глубоководные тралы, но и-за малых размеров пойманных акул выбрасывают за борт. Акулы, обитающие в устье Амазонки, страдают от загрязнения среды обитания. Для оценки статуса сохранности вида данных недостаточно.